# Humble (Kendrick Lamar)
Humble è un singolo del rapper statunitense Kendrick Lamar, pubblicato il 10 marzo 2017 come primo estratto dall'album in studio Damn.

## Video musicale
Il video musicale è stato diretto da Dave Meyers con la collaborazione del gruppo The Little Homies (duo composto da Dave Free e Kendrick Lamar stesso). Scott Cunningham ha ricoperto il ruolo di direttore della fotografia.
Il video musicale si distingue per gli effetti speciali e i movimenti di macchina virtuosistici. Questi ultimi sono stati realizzati con un Bolt High Speed Cinebot prodotto dalla Mark Roberts Motion Control: lo spostamento molto veloce e preciso della gru sulla quale è montata la macchina da presa è programmato in modo tale da seguire sei assi fermandosi su coordinate prestabilite. L'operatore non deve perciò realizzare da sé i movimenti e occuparsi di mantenere la messa a fuoco sul soggetto.
Le scene in cui Kendrick Lamar va in bicicletta sono state realizzate montando una GoPro Omni sul manubrio cosicché l'ambiente circostante venisse catturato a 360° per poi essere montato creando "il piccolo pianeta" sul quale si sposta. Il video si è aggiudicato ben otto nominations agli MTV Video Music Awards 2017, di cui una nella categoria più prestigiosa, quella per il Video dell'anno. La sera della cerimonia, Lamar è uscito vincitore trionfando in sei delle otto categorie alle quali era stato nominato.

## Tracce
Testi e musiche di Kendrick Duckworth, Michael Williams II e Asheton Hogan.
Download digitale
1. Humble – 2:58

Download digitale – Remix
1. Humble (con Skrillex) – 2:36

## Classifiche

### Classifiche settimanali
| Classifica (2017-25) | Posizione massima |
| -------------------- | ----------------- |
| Canada               | 2                 |
| Irlanda              | 4                 |
| Polonia              | 71                |
| Regno Unito          | 6                 |
| Stati Uniti          | 1                 |

### Classifiche di fine anno
| Classifica (2017) | Posizione |
| ----------------- | --------- |
| Brasile           | 175       |
| Islanda           | 26        |